# ABC-Straße (Hamburg)

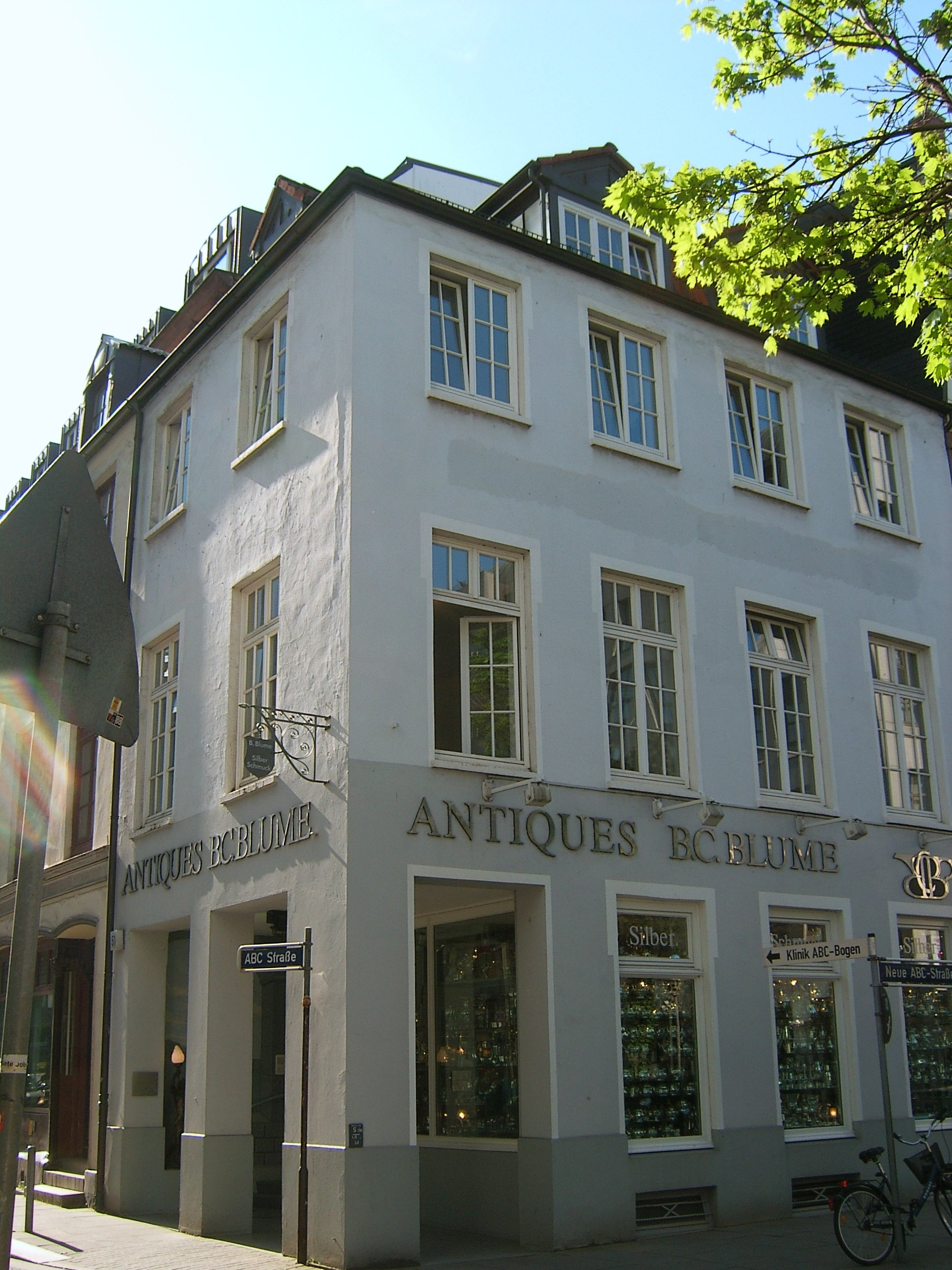
Ecke ABC-Straße/Neue ABC-Straße

Die ABC-Straße ist eine Straße in der Hamburger Neustadt und läuft im rechten Winkel vom Gänsemarkt zur Caffamacherreihe. Dort endet sie nahe dem alten Gängeviertel.

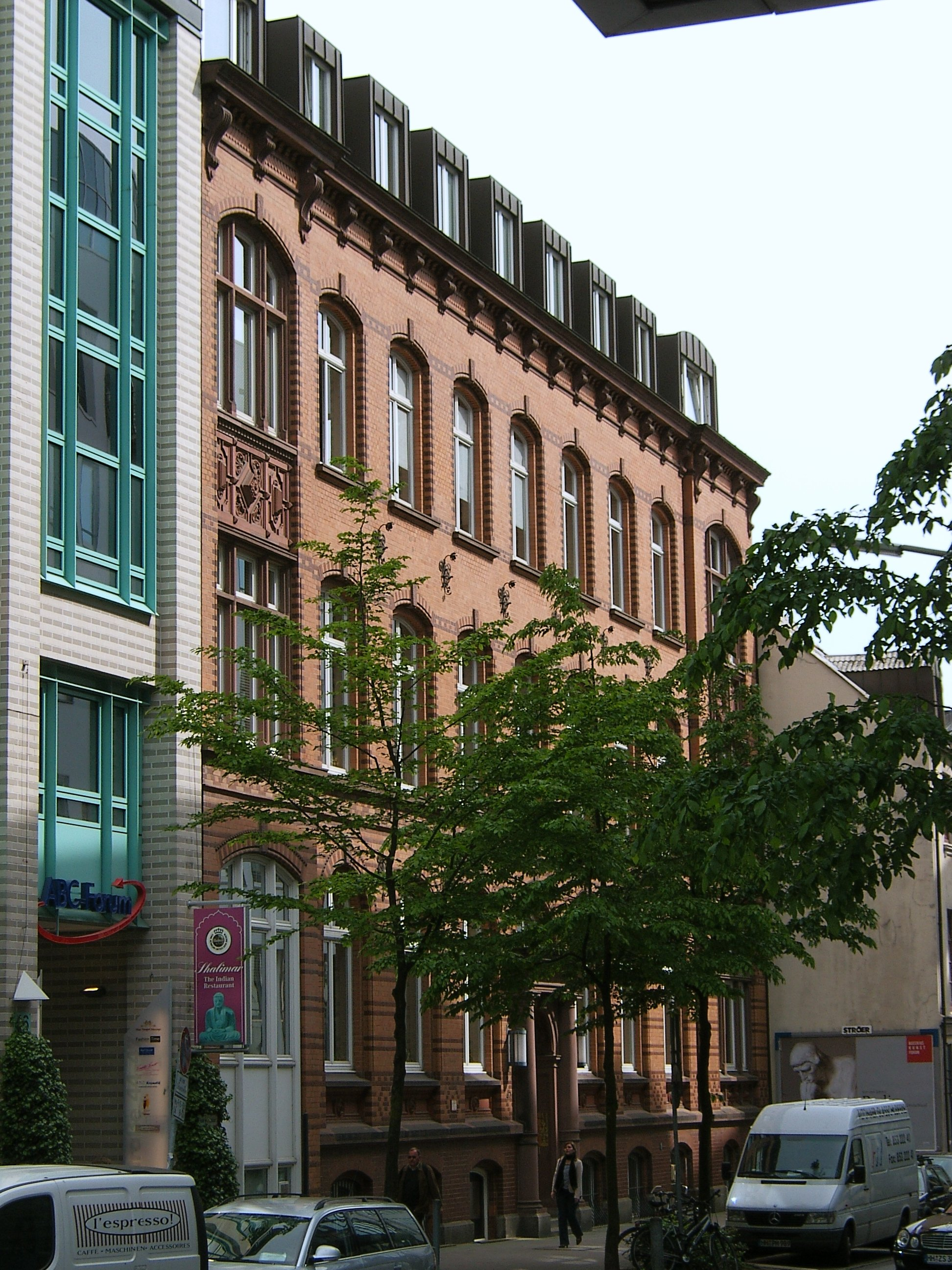
ABC-Straße 47

Der Name der Straße rührt daher, dass ursprünglich die einzelnen Häuser in der Straße mit Buchstaben in alphabetischer Reihenfolge bezeichnet waren. Als der Senat damals die Einführung von Straßennamen anordnete, erhielt die Straße mit den Buchstabenhäusern den Namen „ABC-Straße“. Heute tragen die Häuser jedoch Nummern.
Es gibt eine Seitenstraße der ABC-Straße namens Neue ABC-Straße.
Unter Denkmalschutz steht u. a. das Haus Nummer 47. Es ist der Vorderflügel des ehemaligen Armenhauses und wurde 1898/99 nach Plänen des Hochbauwesens der Baudeputation unter Baudirektor Zimmermann errichtet.
Die ABC-Straße ist unter anderem auch Firmensitz der Google Germany GmbH. In der ABC-Straße 55 lag bis zum Abbruch des Gebäudes auch die Kneipe „Die Palette“, die als Vorlage zu Hubert Fichtes gleichnamigem Roman diente.